# Sphaeromorda
Sphaeromorda is een geslacht van kevers uit de familie spartelkevers (Mordellidae).
Het geslacht is voor het eerst wetenschappelijk beschreven in 1950 door Franciscolo.

## Soorten
Het geslacht omvat de volgende soorten:
- Sphaeromorda abessinica Ermisch, 1968
- Sphaeromorda atterrima Ermisch, 1954
- Sphaeromorda caffra (Fahraeus, 1870)
- Sphaeromorda magnithorax Franciscolo, 1965
- Sphaeromorda natalensis Franciscolo, 1950
- Sphaeromorda nummata Pankow, 1974
- Sphaeromorda velutinoides Franciscolo, 1965